# Точка сверху справа
Точка сверху справа (◌͘) — диакритический знак, используемый в пэвэдзи, письме осейдж, Русском лингвистическом алфавите и миссионерском алфавите для языка ваи.

## Использование
В тайваньской романизации пэвэдзи используется только в составе буквы O͘, обозначающей гласный [ɔ].
В варианте письма осейдж, разработанном для языка осейдж в 2014 году, обозначает носовые гласные.
В Русском лингвистическом алфавите обозначает перемещение артикуляции конечной фазы непередних гласных вперёд и вверх, возникающее у ударных гласных в начале слова перед мягким согласным.
Также употребляется в некоторых церковнославянских текстах.
В миссионерской орфографии для языка ваи используется в сочетании с буквой N для обозначения звука [ŋ] и в сочетании с гласными для обозначения их назализации.